# Arius gagora
Arius gagora es una especie de pez de la familia Ariidae en el orden Siluriformes.

## Morfología
Los machos pueden llegar alcanzar 91,4 cm de longitud total.

## Distribución geográfica
Se encuentra en la India, Bangladés y al Mar de la China Meridional.